# Aisha Tyler
Pour les articles homonymes, voir Tyler.
Aisha Tyler est une actrice, productrice, réalisatrice, scénariste et animatrice de télévision américaine née le 18 septembre 1970 à San Francisco, Californie (États-Unis). 
Elle est principalement connue pour avoir joué dans des séries télévisées cultes comme Friends, 24 Heures chrono et comme personnage principal dans la première saison de la série fantastique Ghost Whisperer avec Jennifer Love Hewitt, qui la révèle au grand public.  
Depuis 2015, elle est l'un des personnages principaux de la série policière Esprits criminels. 
Visage familier de la télévision, elle exerce également en tant que présentatrice de divers shows américains.

## Biographie

### Enfance et formation
Aisha est la fille de Robin Gregory, institutrice et de James Tyler, un photographe. Après avoir vécu un an en Éthiopie, la famille part vivre dans un Ashram aux États-Unis. Ses parents divorcent, en bons termes, alors qu'elle est âgée de 10 ans. Elle a été élevée par son père tandis que sa sœur fut élevée par sa mère. 
Elle développe très rapidement un intérêt pour la comédie à l'école secondaire McAteer à San Francisco, qui bénéficie d'un programme spécial. Durant son apprentissage, elle fait la rencontre de l'acteur Sam Rockwell, avec qui elle s'exerce au métier d'actrice. 
Diplômée en science politique, Aisha Tyler embrasse la carrière d'actrice lorsqu'elle s'installe à Los Angeles.

### Carrière

#### Débuts remarqués à la télévision
Dès 1996, elle apparaît dans les séries Nash Bridges et Le Caméléon. Après un passage sur le grand écran dans des rôles mineurs pour des productions inédites en France, elle décroche un second rôle dans la comédie familiale Hyper Noël, en 2002.
En 2003, elle est révélée au grand public par la série télévisée Friends, elle y interprète la petite amie de Ross et de Joey, durant les deux dernières saisons de ce show à succès, considéré comme culte. Aisha se retrouve nommée lors de la cérémonie des Teen Choice Awards dans la catégorie Meilleure actrice dans une série télévisée. 
Forte de cette nouvelle visibilité, elle multiplie les apparitions l'année suivante. Elle obtient des rôles réguliers dans Les Experts et 24 heures chrono et joue les Guest-star pour la sulfureuse série Nip/Tuck avant de se joindre à Jennifer Love Hewitt dans la 1re saison de Ghost Whisperer.
Au cinéma, on la retrouve dans la comédie Super Noël 3 : Méga Givré (2006) et dans le film d'action Death Sentence (2007) avec Kevin Bacon qui divise la critique.    
En 2008, elle alterne les genres en étant à l'affiche du film indépendant Meet Market  et du blockbuster fantastique Histoires enchantées avec Adam Sandler et Keri Russell, véritable succès au box office mondial.   
À partir de 2009, elle prête sa voix à l'un des personnages principaux de la série télévisée d'animation Archer. Un travail vocal notamment salué par deux nominations pour un NAACP Image Awards, en 2014 et 2016.

#### Alternance carrière de présentatrice et d'actrice
En octobre 2011, elle rejoint le casting de l'émission de télévision américaine The Talk, en tant que co animatrice. Elle remplace Holly Robinson Peete. Aisha est réputée franche et directe, elle n'hésite pas à afficher ses positions et soutient la culture afro-américaine, les droits des femmes et la communauté LGBT. Ce show, inédit en France, est notamment nommé à l'Emmy Awards du meilleur talk show, cette cérémonie prestigieuse est considérée comme l'équivalent des Oscars pour la télévision. 
Pour l'E3 de 2012 à 2016, célèbre salon du jeu vidéo à Los Angeles, elle est l'animatrice de la conférence de presse d'Ubisoft. Elle présente aussi la nouvelle version de l'émission d'improvisation théâtrale Whose Line Is It Anyway? qui est revenue en 2013.
2013 est, en effet, une année charnière, elle enchaîne les apparitions à un rythme soutenu dans de nombreuses séries comme Glee, Hawaii Five-O et The Millers, dans lequel elle interprète son propre rôle.  
Elle poursuit sur ce même rythme, en 2014, en apparaissant dans la série familiale Modern Family, qui rencontre un franc succès outre atlantique ainsi que dans les shows Madam Secretary, Mon oncle Charlie et Mon comeback, qui signe le retour sur le petit écran de Lisa Kudrow, son ancienne partenaire popularisée grâce à Friends.

#### Retour télévisuel remarqué et réalisation

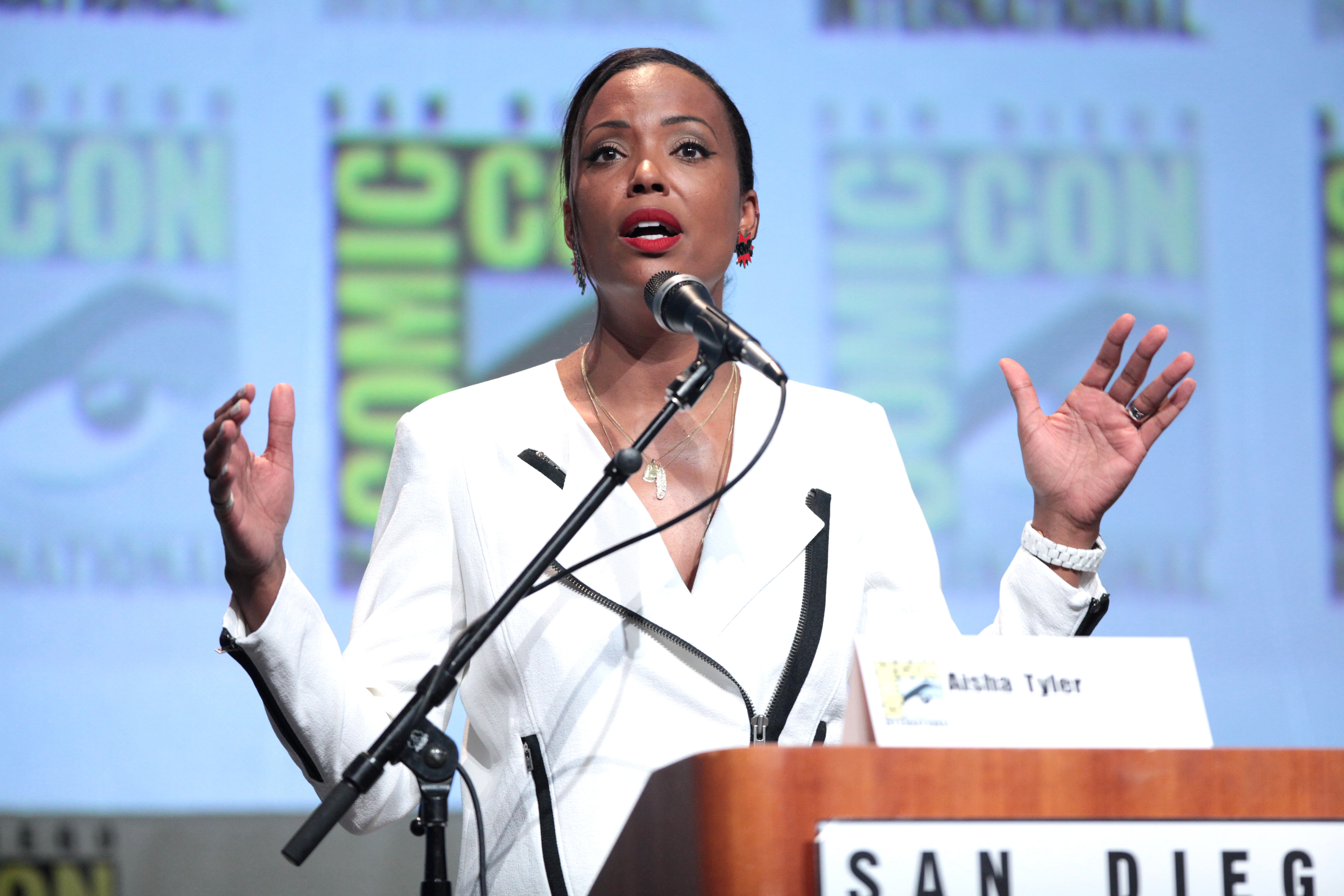
Lors de l'édition 2015 de la Comic-Con de San Diego pour la promotion de la série d'animation Archer.

En 2015, elle apparaît dans la série Conan puis finit par rejoindre la série télévisée Esprits criminels. Elle intègre le casting, à partir de la onzième saison. Son personnage Tara Lewis, est une psychologue spécialisée dans la psychologie judiciaire. Elle remplace Jennifer Love Hewitt qui avait surpris la production en décidant de ne pas renouveler son contrat. 
En 2016, elle joue son propre rôle et signe une apparition en tant que guest dans un épisode de la série télévisée fantastique Supergirl.  
En 2017, lors du Festival du film de Newport Beach, elle reçoit le prix Artist of Distinction Award en remerciement à ses différentes contributions au milieu du divertissement ainsi qu'a ses engagements et son activisme. Elle profite de ce festival renommée pour présenter son premier long métrage, en tant que réalisatrice, le thriller dramatique Axis qui met en scène certains de ses collègues d'Esprits Criminels comme Paget Brewster, Kirsten Vangsness ou Thomas Gibson. Le film est applaudi par la critique et remporte deux prix lors du festival, dont le prix d'honneur.  

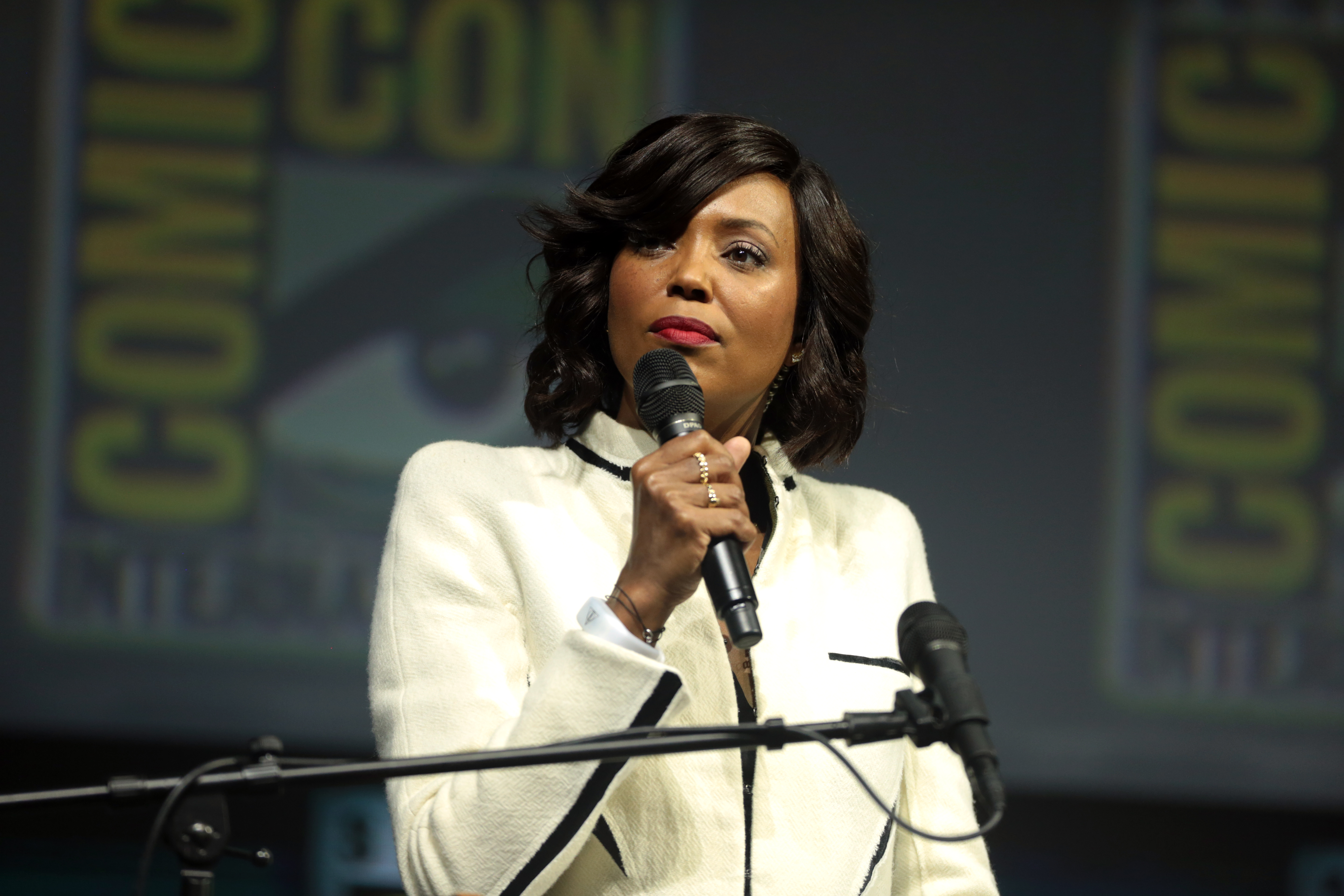
Et lors de l'édition 2018.

Cette même année, le show dont elle est l'une des présentatrices, The Talk, remporte le Daytime Emmy Awards de la meilleure émission de talk show. Malgré cet évident succès, l'actrice annonce son intention de quitter la présentation de cette émission en juin, après plus de six ans de services et ne reviendra que de manière ponctuelle. Dans le même temps, la production d'Esprits criminels annonce la promotion de l'actrice en tant que personnage principal.   
En 2018, elle porte ensuite son propre talk-show, Unapologetic with Aisha Tyler,. L'année suivante, elle préside la cérémonie des Directors Guild Awards
Le 10 janvier 2019, CBS annonce le renouvellement d'Esprits Criminels pour une quinzième saison, composée de dix épisodes et qui sera la dernière. 
En 2020, elle s'éloigne du registre dramatique et participe aux comédies Friendsgiving avec Malin Åkerman et Kat Dennings et Bad Therapy aux côtés du trio vedette Alicia Silverstone, Rob Corddry et Michaela Watkins. 
Le 7 février 2022, on apprend qu'elle sera dans la seizième saison d'Esprits Criminels diffusée sur Paramount +.

### Vie privée
Depuis 1992, elle était mariée à Jeffrey Tietjens. Elle annonce leur divorce, en avril 2016, après plus de vingt ans de mariage. Il s'ensuit une longue procédure concernant le partage des biens et les pensions de réversion, le divorce est officiel en mai 2017. 
Ouvertement démocrate, elle apparaît, en 2008, dans le clip Yes We Can, chargé d'assurer la promotion de la campagne présidentielle de Barack Obama.
Aisha affiche son soutien envers la communauté LGBT et publie d'ailleurs un livre intitulé Self-Inflicted Wounds: Heartwarming Tales of Epic Humiliation, en 2013.

## Filmographie
Note : Cette section récapitule les principaux films, téléfilms, séries et émissions de télévision dans lesquelles Aisha apparaît. Pour une liste plus complète, se référer au site IMDb.

### Cinéma

#### Longs métrages
- 2000 : Septembre en fête (Dancing in September) de Reggie Rock Bythewood : Woman with Weave
- 2001 : Moose Mating de David Grae : Josie
- 2002 : Hyper Noël (The Santa Clause 2) de Michael Lembeck : Mère Nature
- 2004 : Never Die Alone de Ernest R. Dickerson : Nancy
- 2004 : Meet Market de Charlie Loventhal : Jane
- 2006 : Super Noël 3 : Méga Givré de Michael Lembeck : Mère Nature

- 2006 : Calibre 45 de Gary Lennon : Liz
- 2007 : Death Sentence de James Wan : Détective Wallis
- 2008 : Histoires enchantées d'Adam Shankman : Donna Hynde
- 2008 : Balles de feu de Robert Ben Garant : Mahogany
- 2009 : Black Water Transit de Tony Kaye : Casey Spandau
- 2012 : Babymakers de Jay Chandrasekhar : Karen
- 2017 : Axis de Aisha Tyler : Louise (voix originale)

- 2020 : Bad Therapy de William Teitler : Roxy
- 2020 : Friendsgiving de Nicol Paone : Lauren

#### Courts métrages
- 2003 : One Flight Stand de Saladin K. Patterson : Alexis
- 2007 : The Trap de Rita Wilson : Angela
- 2012 : Ladies Remember Whitney Houston de Lauren Palmigiano : Lady
- 2019 : Stucco de Janina Gavankar et Russo Schelling : Realtor
- 2020 : Speech & Debate de Cassandra Jean Amell : Dr. Kandice Erisha Lewis

### Télévision

#### Séries télévisées
- 1996 : Nash Bridges : Journaliste (saison 1, épisode 4)
- 1999 : Le Caméléon : Angela, la productrice de radio (saison 3, épisode 16)
- 2001 : Larry et son nombril : La petite amie de Shaquille O'Neal (saison 2, épisode 8)
- 2002 : Saucisses Party : Jamie (saison 1, épisode 7)
- 2003 : Les Experts : Miami : Janet Medrano (saison 1, épisode 24)
- 2004 : Friends : Charlie Wheeler, professeur à l'université de Ross, sort avec Joey puis Ross (Saison  9 épisodes : 9-20, 9-21, 9-22, 9-23, 9-24 et Saison 10 épisodes : 10-01, 10-02, 10-05, 10-06)
- 2004 : Nip/Tuck : Manya Mabika (saison 2, épisode 3)
- 2004-2005 : Les Experts : Mia Dickerson (13 épisodes)
- 2005 : 24 Heures chrono : Marianne Taylor (saison 4 - 7 épisodes)
- 2005-2006 : Ghost Whisperer : Andrea Moreno (saison 1 et saison 2 - 23 épisodes)
- 2007 : Boston Justice : Taryn Campbell (saison 3, épisode 24)
- 2007 : Les Boondocks : Luna (voix) (saison 2, épisode 6)
- 2008 : Reno 911, n'appelez pas ! : Befany Dangle (saison 5, épisode 6)
- 2010 : Forgotten : Lydia Townsend (saison 1, épisode 16)
- 2011-2012 : XIII, la série : Major Lauren Jones (15 épisodes)
- 2012 : Glee : Mère de Jake Puckerman (saison 4, épisode 10)
- 2013 : Team Unicorn : Myra (saison 1, épisode 6)
- 2013 : Hawaii Five-O : Savannah Walker (saison 3, épisode 21)
- 2013 : The Millers : elle-même (saison 1, épisode 8)
- 2014 : Modern Family : Wendy (saison 5, épisode 16)
- 2014 : Madam Secretary : elle-même (saison 1, épisode 1)
- 2014 : Mon oncle Charlie : Allison (saison 12, épisode 1)
- 2014 : Mon comeback : elle-même (saison 2, épisode 7)
- 2015 : Conan : Diner patron (saison 6, épisode 20)
- 2016 : Supergirl : elle-même (saison 1, épisode 16)
- 2009 - 2019 : Archer : Lana Kane / Princesse Lanaluakalani (voix originale - 111 épisodes)
- depuis 2015 : Esprits Criminels : Tara Lewis, psychologue spécialisée dans la psychologie judiciaire (depuis la saison 12, récurrente saison 11)
- 2018 : Animals. : Shoe (voix, 1 épisode)
- 2020 : Journal d'une future présidente : Alicia (saison 1, épisode 1)
- 2021 : Fear the Walking Dead (saison 7) : Mickey
- 2023 : The Last Thing He Told Me  : Jules Nichols  (7 épisodes)

#### Téléfilms
- 1996 : Grand Avenue de Daniel Sackheim : Fille #1
- 2004 : My Life, Inc. de Terry Hughes : Melanie Haywood
- 2006 : Le Bal de fin d'année (For One Night) de Ernest R. Dickerson : Desiree Howard
- 2010 : Open Book de James Burrows : Lydia
- 2011 : Herd Mentality de Andy Cadiff : Selena

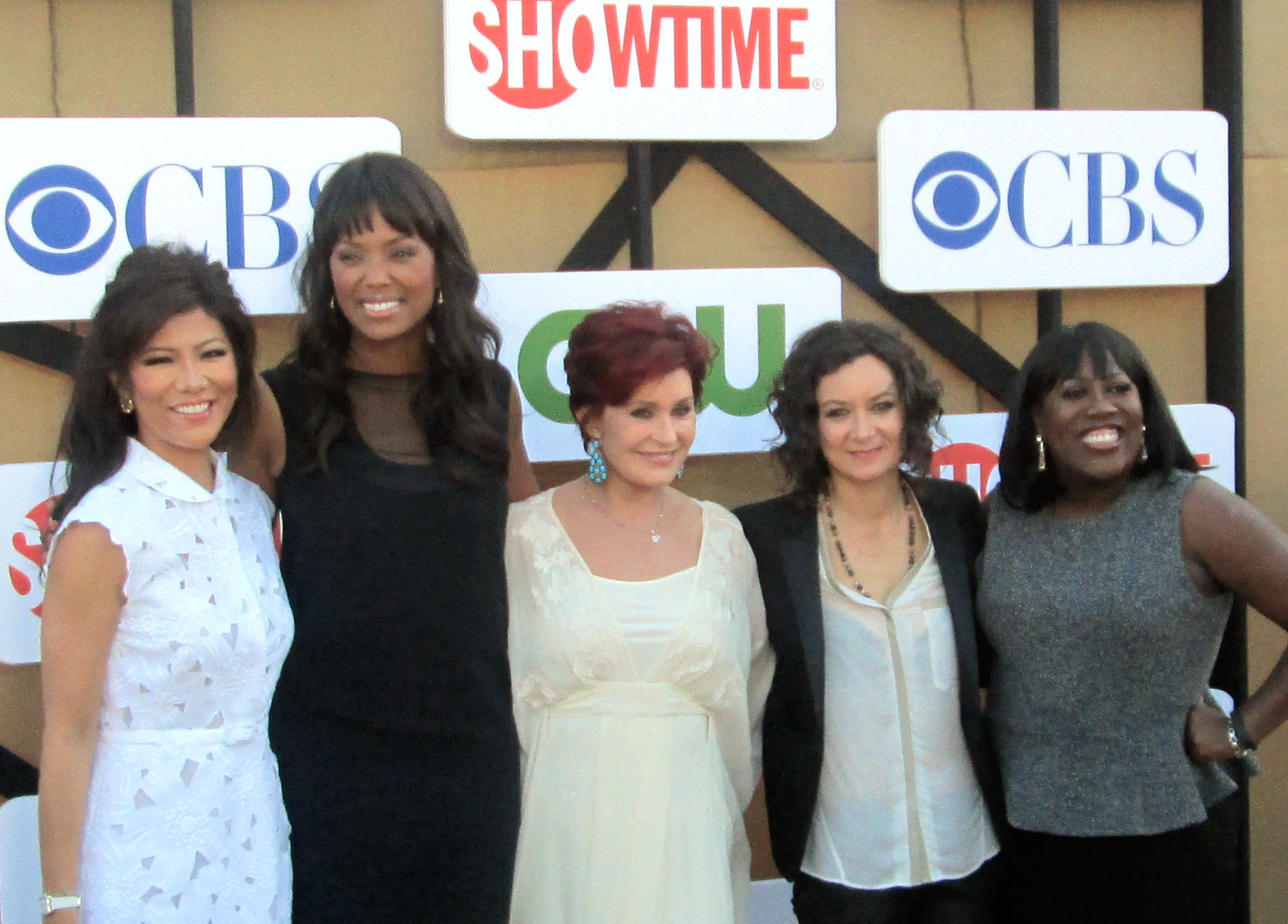
Les membres de l'équipe de l'émission de télévision The Talk : Julie Chen, Aisha Tyler, Sharon Osbourne, Sara Gilbert et Sheryl Underwood en 2012.

#### Émissions de télévision
- 2001 : E!'s Live Countdown to the Academy Awards : Correspondante
- 2001-2002 : The 5th Wheel : co-présentatrice (5 épisodes)
- 2001-2002 : Talk Soup : co-présentatrice (19 épisodes)

- 2003 : 9th Annual Soul Train Lady of Soul Awards : Co-présentatrice
- 2003 : Spike 52: Hottest Holiday Gifts : co-présentatrice
- 2004 : The Late Late Show with Craig Kilborn : présentatrice invitée (1 épisode)
- 2006 : Siskel & Ebert & the Movies : co-présentatrice (4 épisodes)
- 2007 : Secret's Out : présentatrice invitée (1 épisode)
- 2007 : The View : présentatrice invitée (1 épisode)
- 2007-2017 / 2020 : Entertainment Tonight : co-présentatrice
- 2008 : Top Chef : juge invitée (1 épisode)
- 2009-2010 : Jeopardy! : candidate (2 épisodes)
- 2011 : RuPaul's Drag Race : juge invitée (2 épisodes)
- 2011-2018 : The Talk : co-présentatrice (1302 épisodes)
- 2013-2014 : America Now : Correspondante (8 épisodes)
- 2013-2016 : CBS This Morning : co-présentatrice (6 épisodes)
- 2013-2019 : Whose Line Is It Anyway? : co-présentatrice (119 épisodes)
- 2014 : The Queen Latifah Show : co-présentatrice (1 épisode)
- 2014-2017 : Celebritny Name Game : candidate (7 épisodes)
- 2018 : Unapologetic with Aisha Tyler : présentatrice (9 épisodes)
- 2019 : Larry King Now : co présentatrice (1 épisode)

### Clips vidéo
- 2003 : Slow Jamz de Twista feat. Kanye West & Jamie Foxx
- 2008 : Yes We Can de Will.i.am
- 2014 : Tacky de Weird Al Yankovic

### Réalisatrice
- 2010 : Committed (court métrage) -également productrice et scénariste-
- 2015 : Ar Scatch le Cheile (court métrage) -également productrice-
- 2017 : Axis (long métrage) -également productrice-
- 2019 : Hipsterverse (série télévisée, 2 épisodes)
- 2020 : Roswell, New Mexico (série télévisée, 1 épisode)
- 2021: Fear the Walking dead (série télévisée, 1 épisode)
- 2021: The Walking Dead: World Beyond (série télévisée, 1 épisode)

### Productrice
- 2009 : Aisha Tyler Is Lit: Live at the Fillmore (documentaire) -également scénariste-

### Scénariste
- 2009 : Just for Laughs (émission de télévision, 1 épisode)

## Distinctions
Sauf indication contraire ou complémentaire, les informations mentionnées dans cette section proviennent de la base de données IMDb.

### Récompenses
- Daytime Emmy Awards 2017 : Meilleure émission de talk show, The Talk
- Festival du film de Newport Beach 2017 :
  - Lauréate du prix d'honneur Artist of Distinction Award pour sa contribution au milieu du divertissement ainsi que ses divers engagements.
  - Meilleur film, Axis
  - Prix d'honneur, Axis

### Nominations
- Teen Choice Awards 2003 : Meilleure actrice dans une série télévisée pour Friends
- NAACP Image Awards 2006 : Meilleure actrice dans un second rôle dans une série dramatique pour 24 heures chrono
- NAACP Image Awards 2007 : Meilleure actrice dans un téléfilm ou une mini série pour Le bal de fin d'année
- Emmy Awards 2014 : Meilleure émission de talk show pour The Talk
- NAACP Image Awards 2014 : Meilleure actrice dans une série télévisée comique pour Archer
- Emmy Awards 2015 : Meilleure émission de talk show pour The Talk
- Emmy Awards 2016 : Meilleure émission de talk show pour The Talk
- NAACP Image Awards 2016 : Meilleure performance vocale pour Archer
- Festival du film de Nashville 2017 : Meilleur nouveau réalisateur pour Axis
- Festival du film de Sarasota 2017 : Meilleur film pour Axis
- Daytime Emmy Awards 2018 : Meilleure émission de talk show, The Talk